# Adéla Pollertová
Adéla Pollertová (* 7. srpna 1976 Praha) je česká sportovkyně a baletka, bývalá sólistka Hamburského baletu a bývalá sólistka Národního divadla v Praze.

## Životopis
Pochází z rodiny se sportovním i uměleckým zázemím. Její otec, vysokoškolský profesor Jaroslav Pollert je mj. bývalým předsedou Českého svazu kanoistiky, členem Českého olympijského výboru a trojnásobným mistrem světa ve vodním slalomu. Bratr Jaroslav Pollert je vědec v oblasti vodního hospodářství a čtyřnásobný mistr světa v hlídkách taktéž ve vodním slalomu. Olympijský vítěz, lékař Lukáš Pollert je její bratranec. Sestřenice Klára Pollertová-Trojanová je herečka ve Švandově divadle. Je také pravnučkou Emila Pollerta, významného českého operního pěvce a sólisty Národního divadla. Vojtěch Ignác Ullmann, její prastrýc, byl architektem zadního traktu Národního divadla - Prozatímního divadla.
V dětství se začala věnovat sportu, konkrétně moderní gymnastice a dostala se nejen do reprezentačního výběru olympijských nadějí, ale také do juniorského reprezentačního družstva Československa. Ke studiu baletu se kromě baletní přípravy v rámci gymnastického tréninku kvůli tomu dostala nezvykle pozdě, až v patnácti letech, kdy byla dodatečně přijata rovnou do čtvrtého ročníku Taneční konzervatoře v Praze. Navzdory těžkým začátkům zvláště se vypracovala na sólistku školy, kterou úspěšně reprezentovala na mezinárodní baletní soutěži v Jacksonu ve Spojených státech a na soutěži v Brně. Po absolvování školy prošla úspěšně konkursy do baletního souboru v Drážďanech a v Hamburku, přednost dala druhému z nich, který byl prestižnější.
Hamburský balet vede známý americký choreograf John Neumeier a vytvořil z něj jeden z celosvětově nejuznávanějších souborů. Do tohoto souboru vstoupila v roce 1995. Už jako sboristka dostávala menší sólové role. Ruský sólista Radik Zaripov si ji vybral jako partnerku do pas de deux Modrého ptáka ve Spící krasavici. Od roku 1998 byla v souboru sólistkou a dostávala příležitosti v různých Neumeierových baletech i v choreografiích jiných autorů (Matse Eka, Natalie Makarovové, Christophera Weelodna ad.).
V sezoně 2004/05 nastoupila do baletu Národního divadla jako sólistka. K návratu do rodné Prahy po devítiletém angažmá v Hamburku ji přiměl nejen stesk po domově a rodině, ale i vysněné studium na vysoké škole. Po dobu svého angažmá v Národním divadle tančila prakticky v každém baletu a zároveň hostovala na světových gala představeních.
Vystudovala taneční vědu na HAMU, kde nyní také učí. V srpnu 2013 otevřela vlastní baletní akademii (BAAP) v Praze, kde se vyučuje nejen balet pro všechny věkové i výkonnostní kategorie, ale také moderní tanec, pilates a joga.

## Repertoár
Svou drobnou postavou byla předurčena pro hlavní roli v baletu Louskáček, kterou ztvárnila už při studiích na Taneční konzervatoři (tam tančila mj. také Lisettu v Marné opatrnosti), ale také v Hamburském baletu i v Národním divadle.
V Hamburském baletu ale přesvědčivě tančila také role Heleny ve Snu noci svatojánské, Olympie v Dámě s kaméliemi nebo v představení Bartok Bilder. Tančila také postavy slavných tanečnic Tamary Karsavinové a Matildy Kšesinské v baletu o legendárním Vaclavu Nižinském.
Další role v Neumeierových baletech: Louskáček (Marie), Jak se Vám líbí (Phebe), Giselle (Svatební pár a Zulma), Illusion – like Swanlake / Iluze podobná Labutímu jezeru (Princezna Claire), Romeo a Julie (Julie z herecké společnosti), Bach Suit 2, A Cinderedela Story / Pohádka o Popelce (Cizí princezna), Spící krasavice (Princezna Florina, Víla radosti), III. Symfonie Gustava Mahlera, V. Symfonie Gustava Mahlera, Getting Closer, Mesiáš, Vaslaw, Winterreise. V choreografii Natálie Makarové podle Mariuse Petipy v baletu Bajadéra tančila jeden ze sólových stínů, v choreografii Christophera Wheeldona sólo v baletu VIII. a v choreografii Matse Eka sólo v baletech She was black a Spící krasavice.
Po devíti letech strávených v Hamburku se rozhodla k návratu domů a stala se sólistkou Národního divadla. Po době nezbytně nutné k zapojení se do souboru začala studovat i velké sólové role – Kláru v baletu Louskáček, Olgu v Oněginovi, hlavní roli v baletu Šípková Růženka, titulní roli v baletu Giselle a další. V Zuskově choreografii D.M.J. 1953-1977 tančila hlavní roli v brněnském Národním divadle a byla za ni uvedena v širší nominaci na Cenu Thálie.
Balet Zlatovláska s hudbou Vladimíra Franze byl vytvořen přímo pro Pollertovou. Na začátku roku 2009 byl balet s Pollertovou v hlavní roli vydán na DVD.
Jejím dosavadním vrcholem působení v Národním divadle se stala role Julie v Romeovi a Julii, za kterou byla vyznamenána Cenou Thálie 2006, a romantická postava Sylphidy z baletu dánského choreografa 19. století Augusta Bournonvilla La Sylphide, za kterou získala Cenu Komerční banky pro rok 2008. Další dole ztvárněné v Národním divadle: choreografie Shawna Hounsella Imprint, Petra Zusky Requiem, Ibbur aneb Pražské mystérium, pas de deux "šité namíru" Déjà vu, BREL – VYSOCKIJ – KRYL / Sólo pro tři a D.M.J. 1953–1977, Jiřího Kyliána Petite Mort.

## Ocenění
V roce 1994 získala na prestižní baletní soutěži v Jacksonu bronzovou medaili. Ve Spojených státech byla oceněna jak za klasickou, tak za moderní variaci a spolu s partnerem Michalem Matysem obdrželi cenu pro „nejlepší pár“.
V roce 1994 vyhrála celostátní baletní soutěž v Brně a porotou jí byla také udělena zvláštní cena „Za nejosobitější výkon“
V době svého působení v Hamburku získala Cenu dr. Wilhelma Oberdorfera (německy: Dr. Wilhelm Oberdorfer Preis) udělovanou výročně městem Hamburk nejlepší tanečnici v Německu.
První sezónu po návratu z hamburského angažmá byla za svůj výkon v baletu D.M.J. 1953 - 1977, v choreografii Petra Zusky, zařazena do širší nominace na Cenu Thálie 2004.
V roce 2007 za své vystoupení v roli Julie v Romeo a Julie choreografa Youriho Vamose získala Cenu Thálie za rok 2006. Porota ocenila, že „její Julie je skvěle vystavěná od rošťáckého děvčátka přes opojení první láskou až po tragickou volbu zemřít po boku svého milovaného Romea. Role působí pravdivě, Pollertová s lehkostí zvládá komplikované choreografické vazby. Její pohybové fráze jsou v dokonalém souznění s Prokofjevovou hudbou.“
Dne 25. září 2008 byla předána Cena Komerční banky za nejlepší premiérové výkony sólistů uměleckých souborů baletu, činohry a opery Národního divadla v sezoně 2007/2008. V baletní sekci získala toto ocenění Adéla Pollertová za titulní roli v baletu dánského choreografa Augusta Bournonvilla La Sylphide.
Dne 10. dubna 2009 převzala na scéně Národního divadla ocenění Philip Morris Ballet Flower Award za mimořádný výkon v oblasti klasického baletu.